# Katarsis
Katarsis es un grupo musical lituano formado en 2020. Está formado por los músicos Lukas Radzevičius (voz y guitarra), Alanas Brasas (guitarra), Emilija Kandratavičiūtė (bajo) y Jokūbas Andriulis (batería).

## Historia del grupo
La banda, fundada por iniciativa de su líder Lukas Radzevičius, destacó en la escena musical nacional por sus composiciones con sonido post-punk y rock alternativo. Saltó a la fama con su gran éxito Vasarą galvoj minoras, una canción centrada en la nostalgia del verano. La canción, de hecho, fue lanzada originalmente en octubre de 2020 y se volvió viral a partir del verano siguiente, subiendo gradualmente en el Singlų Top 100 hasta alcanzar un pico dentro del top diez en febrero de 2022. Vasarą galvoj minoras pasó más de medio año en el top 40 nacional y fue certificado oro por AGATA por más de 2,5 millones de reproducciones en plataformas digitales en Lituania.
Las grabaciones de su EP debut Dausos, compuesto por cinco temas e incluyendo elementos folclóricos, comenzaron en el invierno de 2023. El mini álbum fue lanzado en mayo de 2024 y fue promocionado enseguida mediante un concierto celebrado en Vilna.
En diciembre del año siguiente, Katarsis apareció en la lista de cuarenta y cinco concursantes publicada por Lietuvos Nacionalinis Radijas ir Televizija para el Eurovizija. LT 2025, el proceso de selección de Lituania para el Festival de la Canción de Eurovisión, con el tema Tavo akys. A pesar de pasar las semifinales con el segundo mejor resultado en la votación telefónica después de Black Biceps, Tavo akys fue inmediatamente el favorito comercial del público, debutando en el sexto lugar en las listas de éxitos nacionales y permaneciendo como la canción más popular entre las competidoras hasta la víspera de la final. En la final del evento, celebrada el 15 de febrero siguiente, el grupo fue uno de los tres competidores con mayor número de votos recibidos del jurado y del público, avanzando así a la superfinal, donde el televoto los coronó como ganadores y representantes lituanos en el escenario de Eurovisión en Basilea, Suiza.

## Miembros
Actuales
- Lukas Radzevičius – voz, guitarra
- Alanas Brasas – guitarra
- Emilija Kandratavičiūtė – bajo
- Jokubas Andriulis – batería

Antiguos
- Andrius Gruodis – coros, guitarra
- Eivin Laukhammer – batería

## Discografía

### EP
- 2024 – Dausos

### Sencillos
- 2020 – Vasarą Galvoj Minoras
- 2020 – Niekas
- 2020 – Spengia Galvoje/Siluetai
- 2022 – Rasa
- 2022 –  Dega
- 2022 – Des
- 2023 – Lapų Šlamesiai Išblaškė Miegą/Ėda
- 2023 – Būsi
- 2023 – Praradau Tave
- 2024 – Pamiršau Žiūrėt Į Paukščius
- 2024 – Dingo
- 2025 – Tavo Akys
- 2025 –  Balta Meilė
- 2025 –  Kas man be jūros